# Ammophila confusa
Ammophila confusa är en biart som beskrevs av A. Costa 1864. Ammophila confusa ingår i släktet Ammophila och familjen grävsteklar. Inga underarter finns listade i Catalogue of Life.